# Бирг, Камерон
Камерон «Кам» Бирг (англ. Cameron "Cam" Baerg; род. 17 октября 1972, Саскатун, Саскачеван) — канадский гребец, выступавший за сборную Канады по академической гребле в период 2002—2005 годов. Серебряный призёр летних Олимпийских игр в Афинах, чемпион мира, победитель этапов Кубка мира и Королевской регаты Хенли.

## Биография
Камерон Бирг родился 17 октября 1972 года в городе Саскатун провинции Саскачеван.
Заниматься академической греблей начал в 1987 году, проходил подготовку в местном одноимённом клубе «Саскатун».
Дебютировал на взрослом международном уровне в сезоне 2002 года, когда впервые вошёл в основной состав канадской национальной сборной и выступил на чемпионате мира в Севилье, где в зачёте распашных безрульных двоек дошёл до стадии полуфиналов.
В 2003 году в безрульных четвёрках одержал победу на этапе Кубка мира в Люцерне и на мировом первенстве в Милане, стал обладателем награды Stewards's Challenge Cup Королевской регаты Хенли.
Выиграв этап Кубка мира 2004 года в Мюнхене, благополучно прошёл отбор на летние Олимпийские игры в Афинах. В программе четвёрок без рулевого в решающем заезде пришёл к финишу вторым позади команды из Великобритании и тем самым завоевал серебряную олимпийскую медаль.
После афинской Олимпиады Бирг ещё в течение некоторого времени оставался в составе гребной команды Канады и продолжал принимать участие в крупнейших международных регатах. Так, в 2005 году он занял четвёртое место в безрульных четвёрках на этапе Кубка мира в Люцерне и выступил на чемпионате мира в Гифу, где в восьмёрках сумел квалифицироваться лишь в утешительный финал В и расположился в итоговом протоколе соревнований на седьмой строке.